# Pinball

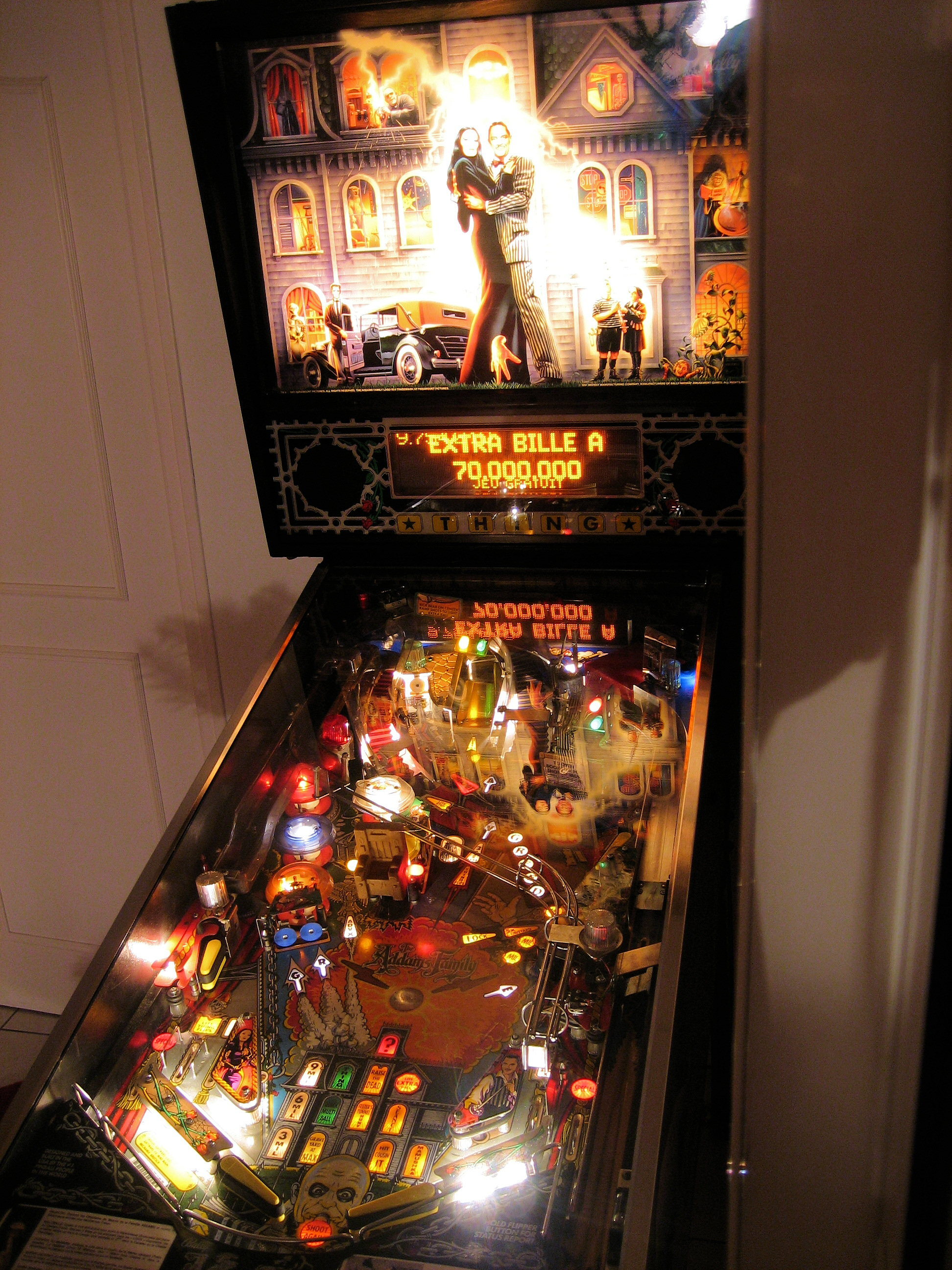
Pinball.

El pinball, flipper, petacos, pinbola, pimbola, pímbol, pímbolo, pichilín, pimbolitos, pimbalito, balompín, gorgolita, millonceta o milloncete  es un juego de salón mecánico, electromecánico o electrónico a base de una bola impulsada por un resorte que corre por un tablero con diversos componentes electrónicos cuyo contacto con la bola otorga cierta puntuación al jugador; además, la bola es re-proyectada dentro del tablero por unas paletas o flippers. Fue un juego juvenil muy popular entre las décadas de los 1960 y 1970 en tabernas, clubes, heladerías y en casinos en diversas partes del mundo y hoy por hoy sus máquinas forman parte de coleccionistas de estos juegos de salón.

## Historia
El origen del pinball se remonta al siglo XVIII, en Francia, con un juego bastante rudimentario llamado Bagatelle, muy famoso en la Europa de aquellos tiempos. Este juego consistía en un tablero horizontal de puntería, montado sobre una mesa, que tenía una serie de hoyos y topes de madera, que determinaban el recorrido de una bola.
A mediados del siglo XIX en Estados Unidos, se reemplazaron los topes de madera del Bagatelle por clavos metálicos, lo que le dio el nombre de pinball, nombre con el que se los conoce también en Hispanoamérica, a excepción de Argentina y Chile, donde se les dice flippers. También se los llama «juegos de maquinitas», o «maquinitas». En España los llaman petacos o milloncete, el primer nombre es referencia a la empresa Petaco (Procedimientos Electromagnéticos de Tanteo y Color), la mayor empresa fabricante de máquinas de pinball de España en los años 1960 y 70, y el segundo de "El millón", nombre dado a la primera máquina de pinball diseñada y fabricada en serie en España por la empresa Automáticos CMC a comienzos de los años 50.
Entre 1930 y 1940 dos ingenieros de Automatic Industries, Arthur Paulin Whiffle y David Gottlieb, comenzaron a dar su aspecto moderno al juego, colocándolo en una caja de madera con mampara de vidrio y dotándolo de mecanismos ocultos que permitían una mayor diversión al jugador.
En 1932, otro ingeniero, Harry Williams, inventó un sistema electroimantado de bobinas denominado Tilt (falta) que permitía denunciar al jugador fraudulento que quería cobrar premios moviendo sutilmente la mesa de juegos.
Posteriormente, entre 1940 y 1950, las máquinas expendían dinero cuando el jugador lograba cierta puntuación, y se las asoció a bares controlados por gánsteres, y en algún momento fueron declaradas ilegales junto a las máquinas tragamonedas, hasta el año 1967 en Estados Unidos.
Derogada la prohibición, Williams Manufacturing Company no perdió el tiempo y rápidamente las máquinas Williams ganaron el terreno perdido, llegando a fines de la década de 1970 y sobre todo en los años 1980 a ser máquinas de entretenimiento juveniles.

## Pinballen la actualidad
Los pinball comenzaron a surgir como se los conoce ahora a fines de la década de 1960, masificándose a comienzos de los años 1970; su diseño interno no variaba considerablemente: consiste en una caja en forma de mesa dispuesta en forma angular (con pendiente) respecto de la horizontal del suelo para dar a la bola su cinética impulsada por la fuerza gravitacional; la bola situada al final del tablero se podía impulsar nuevamente hacia arriba por unas paletas o brazos, casi siempre simples o, raramente, dobles. La pérdida de la bola accionaba una nueva, que era impulsada por un mecanismo de resortes. El tablero en muchos casos contenía zonas imantadas para dar variedad de trayectos a la bola dentro del mismo. Después de la década de 1980 se le agregó una vara metálica en el interior para evitar hacer trampa en este juego: era una bola de metal que tenía a su alrededor un anillo, también metálico, y si un individuo intentaba levantar la máquina para mover la bola y ganar el juego este inmediatamente se detenía ya que el anillo metálico estaba conectado a todo el cableado del juego; si la bolilla se movía y tocaba dicho anillo, hacía una descarga, que le indicaba al juego que se desactivaran todas las funciones del mismo. Si esto sucedía, el juego se detenía y se acababa inmediatamente. En los pinball de basketball, por ejemplo, al hacer esto se marcaba como una falta y se perdía el juego.
Casi siempre las piezas que sobresalían del tablero metálico eran muy distintas y su distribución en el tablero también, según el caso. La mayoría de las veces todo lo que se veía por fuera (la cubierta) era diseñado y construido tomando como base el contexto visual de la trama de conocidos temas de moda, tales como estrenos del cine de la época (Terminator, Los Locos Addams, etcétera), aunque también hoy en día se pueden encontrar algunos que tienen un motivo estilo "Las Vegas".
Se replicaban sobre la cubierta metálica, interna y externa, imágenes como explosiones, autos de carreras y naves, en colores que destacaban con facilidad sobre el metal, las cuales normalmente son difíciles de identificar con claridad sobre el tablero. También era común ubicar sobre el tablero una cantidad más o menos limitada de luces, rampas metálicas, objetos parecidos a hongos (setas o callampas), conocidos como bumpers, puertas traseras ubicadas estratégicamente sobre el tablero, caminos metálicos hechos con barras de hierro, los cuales recorría la bola, series de botones que al ser golpeados por la bola accionaban luces sobre las que había impresas letras, con el objeto de formar electrónicamente una palabra (habitualmente de no más de seis letras) con lo que se daba origen a un efecto o desafío especial, vigente durante el resto del turno (para multiplicar el puntaje o elevarlo una cierta cantidad de puntos), además de accesorios mecánicos propios de cada película en particular. El más importante eran dos paletas llamadas brazos que golpeaban la bola de metal para darle impulso.

## Pinballvirtual
La simulación de máquinas pinball ha sido una temática popular en los videojuegos. Dentro de los primeros videojuegos con esta temática se incluyen los juegos de arcade de Namco, Gee Bee (1978), Bomb Bee (1979) y Cutie Q (1979), y los juegos Video Pinball (1980) y David's Midnight Magic (1982) para Atari 2600.
Debido a las limitaciones tecnológicas estas simulaciones tempranas solo se encontraban en vista aérea en 2D. Con el aumento de las capacidades de procesadores y gráficas, se puede simular el movimiento de la bola con mucha más precisión además de permitir el uso del 3d. Se comienza a simular la falta, permitiendo "mover" la máquina con el uso de determinadas teclas. Se desarrollan controladores físicos que permiten el juego con unos controles que imitan una máquina real sustituyendo el uso del Teclado y Ratón.
Durante los años 90, aparecen juegos muy populares como Pinball Dreams, Pro Pinball, y 3D Pinball: Cadete espacial, incluido por Microsoft por primera vez en Windows 95 como juego preinstalado al instalar Microsoft Plus!. También se incluyó en Windows NT 4.0, Windows 2000, Windows Me y Windows XP como juego preinstalado. Incluía misiones, tales como Prácticas de diana (8 golpes a "reboteadores de ataque") o Ciencia (9 "dianas abatibles").
Actualmente hay juegos como The Pinball Arcade, Zen Pinball y sus secuelas Pinball FX, Pinball FX2 y Pinball FX3, y Zaccaria Pinball, que incluyen recreaciones de máquinas lanzadas en el pasado junto con diseños originales. Además hay herramientas como Visual Pinball y Future Pinball que permiten tanto la creación y diseño de pinballs originales, como la recreación de otras lanzadas en el pasado.

## Dinámica de funcionamiento
El objetivo del pinball suele ser sacar la puntuación más alta posible en un solo juego. La partida está dividida por un número limitado de veces que se puede jugar con la bola, y comienza impulsando la bola hacia fuera de un canal del que debe salir, iniciando cada turno. El tablero está inclinado en un ángulo que hace que la bola, debido a la gravedad, ruede hacia abajo, donde hay una cavidad en la que se debe evitar que caiga, durante el mayor tiempo posible, pues cuando eso sucede se acaba un turno. El juego se hace posible gracias a la dinámica de que la bola rueda hacia abajo por su propio peso y de que se debe evitar que caiga hasta abajo valiéndose de las paletas, al mismo tiempo que se trata de ganar puntuación. Una vez fuera del canal, la bola rueda hacia abajo y se la debe golpear con las paletas, impulsándola hacia zonas al azar del tablero, de modo que cuando entra en ellas se gana puntuación, hasta que, inevitablemente, caiga hasta abajo, terminando un turno.